# 基奧普斯山
65°52′S 64°38′W / 65.867°S 64.633°W
基奧普斯山（英語：Mount Cheops），是南極洲的山峰，位於葛拉漢地的葛拉漢海岸，處於加西亞角東南面15公里，海拔高度超過610米，由英國研究隊繪入地圖，現時由南極條約體系管理。